# بخش موگرمون
بخش موگرمون، یکی از بخش‌های شهرستان لنده در استان کهگیلویه و بویراحمد ایران است. مرکز این بخش، روستای شیتاب است.

## مردم
مردم این بخش لرتبار هستند و به زبان لری صحبت میکنند.

## تقسیمات کشوری
- بخش موگرمون
  - دهستان شیتاب
  - دهستان وحدت

## جمعیت
بر پایه سرشماری عمومی نفوس و مسکن در سال ۱۳۹۵، جمعیت بخش موگرمون برابر با ۲٬۸۶۱ نفر بوده‌است.